# Трашиянце
Трашиянце (на дзонгкха: བཀྲ་ཤིས་གྱང་ཙེ་རྫོང་ཁག་) е един от 20-те окръга на Бутан. Населението му е 17 300 жители (по преброяване от май 2017 г.), а площта 1447 кв. км. Намира се в часова зона UTC+6. ISO 3166 – 2 кодът му е BT-TY.